# Juli 2013
Dit artikel geeft een chronologisch overzicht van de belangrijkste gebeurtenissen per dag van de maand juli van het jaar 2013.

## Gebeurtenissen

### 1 juli

1 juli - Kroatië wordt lid van de EU

- Kroatië treedt, als 28ste lidstaat, toe tot de Europese Unie. Litouwen wordt voor het eerst voorzitter van de EU.
- Dertig gewapende mannen overvallen de gevangenis van de Nigeriaanse stad Akure en laten 175 gedetineerden vrij.

### 3 juli
- Koning Albert II van België maakt bekend dat hij op 21 juli 2013, de nationale feestdag van België, omwille van zijn leeftijd en gezondheid zal aftreden als koning. Prins Filip zal hem opvolgen.
- Het Egyptische leger zet president Mohamed Morsi af na massale demonstraties. Adly Mansour, hoofd van het Constitutioneel Gerechtshof, wordt aangesteld als interim-president.
- In het noorden van de provincie Groningen doet zich een aardbeving voor met een kracht van 3,5 op de schaal van Richter. Het epicentrum ligt zeven kilometer ten westen van Appingedam.
- Bij rellen in Egypte vallen ten minste zestien doden en meer dan 200 gewonden.
- In Noord-Waziristan (Pakistan) doden Amerikaanse drones minstens zeventien mensen.

### 5 juli
- Het Vaticaan besluit dat paus Johannes XXIII en paus Johannes Paulus II heilig zullen worden verklaard.

### 6 juli
- In het Canadese stadje Lac-Mégantic in de provincie Quebec ontspoort en ontploft een goederentrein die aardolie vervoert. De brand verwoest minstens 30 gebouwen. Zeker 15 mensen komen om het leven en minsten 60 anderen worden vermist. (Lees verder)
- Op de Internationale luchthaven van San Francisco verongelukt een Boeing 777 van Asiana Airlines na een vlucht uit Seoel tijdens de landing. Er vallen 3 doden en 182 gewonden. (Lees verder)
- Het Zwitserse vliegtuig Solar Impulse, dat op zonne-energie vliegt, landt in New York en beëindigt zo zijn oversteek van het westen naar het oosten van de Verenigde Staten, die op 3 mei begonnen was.
- De Française Marion Bartoli wint het damestennistoernooi van Wimbledon door de Duitse Sabine Lisicki in twee sets te verslaan.

### 7 juli
- Andy Murray wint het tennistoernooi van Wimbledon door de Serviër Novak Đoković in drie sets te verslaan. Hij is hiermee de eerste Britse winnaar bij het mannen enkelspel sinds Fred Perry in 1936.
- Noord- en Zuid-Korea bereiken een akkoord om het gemeenschappelijke industriepark in Kaesŏng te heropenen.
- Bij een bomaanslag bij de Indiase Mahabodhitempel in Bodhgaya raken twee monniken gewond. (Lees verder)

### 9 juli
- Chinese autoriteiten melden dat door zware regenval veroorzaakte overstromingen, onder andere in de zuidwestelijke provincies Sichuan en Yunnan, al minstens 33 doden zijn gevallen. (Lees verder)
- In de Libanese hoofdstad Beiroet ontploft een autobom dicht bij een winkelcentrum.

### 10 juli
- In de Chinese provincie Sichuan bedelft een aardverschuiving veroorzaakt door de zware overstromingen in de regio elf huizen en hun bewoners. (Lees verder)
- De Europese Commissie legt een boete van 141,8 miljoen euro op aan vier fabrikanten van auto-onderdelen (Yazaki, Furukawa, S-Y Systems Technologies en Leoni) omdat zij schuldig zijn aan kartelvorming.
- Minstens zestien mensen komen om wanneer een autobus in de Peruviaanse regio Huancavelica in een kloof stort.
- In een loods in Rotterdam vindt de Nederlandse politie 12.000 paar namaakmerkschoenen met een waarde van 1,2 miljoen euro.

### 11 juli
- De Luxemburgse premier Jean-Claude Juncker neemt ontslag naar aanleiding van zijn verwikkeling in een schandaal rond de geheime dienst, die jarenlang mensen afluisterde met zijn medeweten.
- De Kamer van Beroep van het Joegoslavië-tribunaal vernietigt de gedeeltelijke vrijspraak van Radovan Karadžić. Vorig jaar had de strafkamer in eerste aanlag Karadžić wegens onvoldoende bewijs vrijgesproken van genocide in plaatsen als Kamp Omarska.
- Bij een botsing in Noord-Oekraïne tussen een lijnbus en een bus met Wit-Russische kinderen op weg naar een vakantiekamp vallen acht doden en 27 gewonden.
- De nieuwe Griekse openbare zender EDT start zijn uitzendingen, nadat de regering begin juni de vorige openbare zender ERT had gesloten.
- In Nederland komt onder leiding van de SER een energieakkoord op hoofdlijnen tot stand tussen de politiek, het bedrijfsleven en de milieuorganisaties.
- Nederland opent het EK voetbal voor vrouwen met een 0-0 gelijkspel tegen titelverdediger Duitsland.

### 12 juli
- In Frankrijk ontspoort een intercitytrein op het station van Brétigny-sur-Orge, aan de zuidkant van Parijs. Er vallen zeker zes doden en tientallen gewonden. De trein was met ongeveer 400 passagiers op weg van Parijs naar Limoges.
- In de Egyptische hoofdstad Caïro komen tienduizenden aanhangers van de gearresteerde ex-president Mohamed Morsi op straat om zijn vrijlating te eisen.
- Bij verschillende aanslagen in Irak komen meer dan 50 mensen om het leven. De zwaarste aanslag vindt plaats in Kirkoek, waar een zelfmoordaanslag in een café minstens 38 mensenlevens eist.

### 13 juli
- De centrale kiescommissie van Bhutan meldt dat de oppositiepartij PDP de winnaar is van de parlementsverkiezingen. Regeringspartij DPT, die op twee na alle zetels had, wordt afgestraft en behaalt nog maar 15 van de 47 zetels.

### 14 juli
- In de Verenigde Staten wordt buurtwacht George Zimmerman door een jury op grond van zelfverdediging vrijgesproken van moord in februari 2012 op de zeventienjarige Trayvon Martin. De uitspraak leidt tot protesten en enkele onrusten vanwege het vermoeden van racistische motieven bij Zimmerman.
- Nederland verliest in het tweede duel bij het EK voetbal voor vrouwen met 1-0 van Noorwegen.

### 17 juli
- Nederland verliest ook het derde duel bij het EK voetbal voor vrouwen. IJsland is met 1-0 te sterk voor de ploeg van Roger Reijners, die daardoor is uitgeschakeld.

### 18 juli
- De Amerikaanse stad Detroit, de wieg van de Amerikaanse auto-industrie, vraagt het faillissement aan. De stad heeft een schuld van minstens 15 miljard dollar.

### 19 juli
- Bij een bomaanslag op een soennitische moskee in de Irakese stad Baquba vallen minstens vijftien doden en zestig gewonden.
- Vier mensen komen om bij etnisch geweld in de Noord-Malinese stad Kidal wanneer Toearegrebellen burgers aanvallen.
- Na de dag ervoor veroordeeld te zijn tot vijf jaar strafkamp, wordt de Russische oppositieleider Aleksej Navalny op borgtocht vrijgelaten in afwachting van hoger beroep.
- Bij overstromingen in de Zuid-Turkse provincie Hatay komen minstens vijf mensen om het leven.

### 20 juli
- Bij een reeks aanslagen met autobommen in de Irakese hoofdstad Bagdad vallen minstens 32 doden en meer dan 100 gewonden.
- Er vallen minstens vijf doden en negen gewonden bij drie bomaanslagen in het zuiden van Afghanistan.
- Opening van het multifunctionele stadion Tele2 Arena in de Zweedse hoofdstad Stockholm.
- In Egypte vallen minstens drie doden bij confrontaties tussen voor- en tegenstanders van president Mohamed Morsi. De Jordaanse koning Abdoellah II bewijst zijn steun aan de overgangsregering door de hoofdstad Caïro te bezoeken.
- Bij een mislukte militaire oefening zijn twee Amerikaanse gevechtsvliegtuigen genoodzaakt om hun bommen te droppen boven het Groot Barrièrerif, dat op de UNESCO-Werelderfgoedlijst staat.

### 21 juli
- In België vindt op de nationale feestdag vandaag ook een troonswisseling plaats: in Brussel doet koning Albert II van België troonsafstand, en wordt Filip van België ingehuldigd als de zevende Koning der Belgen.
- De Britse wielrenner Chris Froome wint de honderdste Ronde van Frankrijk. De Colombiaan Nairo Quintana wordt tweede. De Slowaak Peter Sagan behaalt voor de tweede maal de groene trui.
- De verkiezingen voor het Japanse Hogerhuis worden gewonnen door de regerende coalitie: de Liberaal-Democratische Partij van minister-president Shinzo Abe en Nieuw-Komeito.
- Nieuw-Zeeland wordt getroffen door een aardbeving met een kracht van 6,5 op de schaal van Richter. Onder andere het parlementsgebouw in Wellington loopt schade op. Het epicentrum ligt in zee, op 57 kilometer ten zuidwesten van Wellington.

### 22 juli
- Catherine Middleton bevalt in het Londense St Mary's Hospital van een zoon, George van Cambridge. Hij is de derde in lijn voor de Britse troonopvolging.
- Volgens het Syrische Observatorium voor de Mensenrechten is het belangrijke mausoleum van Khalid ibn Walid in Homs tijdens een offensief van het Syrische leger volledig vernietigd.
- Bij gewapende aanvallen op twee gevangenissen nabij de Irakese hoofdstad Bagdad komen 41 mensen, onder wie 21 gevangenen, om het leven. In Mosoel, in het noorden van Irak, vallen minstens tien doden bij een aanslag met een autobom op een militair konvooi.
- One Direction heeft hun clip voor 'Best Song Ever' gepubliceerd.

### 23 juli
- Salva Kiir Mayardit, de president van Zuid-Soedan, ontslaat alle ministers en viceministers van zijn kabinet.
- Bij gewelddadige confrontaties tussen de veiligheidsdiensten en gewapende bendes in de Mexicaanse staat Michoacán de Ocampo komen 22 mensen om het leven, onder wie twee politieagenten.
- In Rio de Janeiro (Brazilië) gaan de Wereldjongerendagen van start.
- In Bulgarije omsingelen betogers het parlement, waarbij het tot botsingen komt met de ordetroepen, die de ingesloten politici bevrijden.

### 24 juli
- Bij een ernstig spoorwegongeval in de Spaanse stad Santiago de Compostella vallen tientallen doden.
- Een vissersboot met minstens 157 vluchtelingen uit Iran, Irak, Sri Lanka en Bangladesh zinkt op weg naar Australië voor de kust van het eiland Java. Minstens vier mensen, van wie drie kinderen, komen om en meer dan veertig zijn vermist.

### 25 juli
- Zowel in België als in Nederland is officieel sprake van een hittegolf, in Nederland de eerste in zeven jaar.
- Bij een aanslag met een autobom in een voorstad van de Syrische hoofdstad Damascus komen zeven mensen om en raken meer dan 60 mensen gewond.
- Twaalf relschoppers betrokken bij de rellen van Project X Haren in september 2012 worden in Leeuwarden in hoger beroep veroordeeld tot gevangenis- en werkstraffen.

### 26 juli
- In het noordwesten van Pakistan vallen minstens 41 doden en ten minste honderd gewonden bij een bomaanslag op een drukke markt in Parachinar.
- Minstens zes mensen worden gedood en 37 raken gewond bij een bomaanslag in Cagayan de Oro, in het zuiden van de Filipijnen.
- In de Amerikaanse stad Hialeah in Florida schiet een man zes personen neer.
- Voor de kust van Libië komen 31 vluchtelingen om het leven wanneer hun rubberen boot zinkt. De overlevenden worden naar het eiland Lampedusa overgebracht.

### 27 juli
- Voor de kust van de Thaise stad Rayong komt door een lek in een oliepijpleiding bij een booreiland van de Thaise oliemaatschappij PTT 50.000 liter olie terecht in de Golf van Thailand.
- Bij gevechten tussen voor- en tegenstanders van de afgezette Egyptische president Mohamed Morsi die op vrijdag begonnen, vallen minstens honderd doden en meer dan duizend gewonden. (Lees verder)
- Minstens 94 mensen zijn omgekomen in de Soedanese regio Darfoer bij gevechten tussen twee stammen, die op 26 juli waren begonnen.
- Meer dan 1000 gevangenen ontsnappen uit een gevangenis in de omgeving van de Libische stad Benghazi, nadat opstand was uitgebroken.
- In het westen van het eiland Mallorca woedt een felle bosbrand die meer dan duizend hectare bos in de as heeft gelegd. Honderden mensen moeten vluchten.
- Vier vermoedelijke leden van Al Qaida worden in Zuid-Jemen gedood door een Amerikaanse drone.

### 28 juli
- Minstens 38 mensen komen om als een autobus 30 meter naar beneden stort van een viaduct nabij de Zuid-Italiaanse stad Avellino.
- Bij de parlementsverkiezingen in Cambodja gaat de Nationale Reddingspartij, de oppositiepartij van Sam Rainsy, erop vooruit, maar niet genoeg om een eind te maken aan het bewind van de Volkspartij van premier Hun Sen.
- Het Duits voetbalelftal wint voor de zesde keer op rij het Europees kampioenschap voetbal bij de vrouwen. In de finale wint Duitsland met 0–1 van Noorwegen.
- Bij een zelfmoordaanslag voor een gebouw van de Koerdische Peshmarga in de stad Tus Churmatu in Noord-Irak komen minstens acht militieleden om.
- In de Zuid-Afghaanse provincie Helmand worden 45 talibanstrijders gedood bij gevechten en een NAVO-luchtaanval.
- Volgens voorlopige officiële cijfers wint de Unie voor de Republiek, de partij van de Togolese president Faure Eyadéma, de parlementsverkiezingen met 62 van de 91 zetels.

### 29 juli
- Acht Tunesische militairen worden doodgeschoten nabij de grens met Algerije. President Moncef Marzouki kondigt drie dagen van nationale rouw af.
- Bij een frontale botsing tussen twee passagierstreinen in de Zwitserse gemeente Granges-près-Marnand raken 26 mensen gewond. Een van de machinisten laat het leven.
- Bij aanslagen in het zuiden van Irak en in de hoofdstad Bagdad komen in totaal minstens 86 mensen om het leven en vallen meer dan 200 gewonden.
- In Koeweit wordt Jaber Al-Mubarak Al-Hamad Al-Sabah door emir Sabah Al-Ahmad Al-Jaber Al-Sabah herbenoemd tot premier van het land, na winst in de parlementsverkiezingen van zaterdag 27 juli.
- Na een aanval van de taliban kunnen meer dan 200 gevangenen ontsnappen uit een gevangenis in de Noord-Pakistaanse provincie Khyber-Pakhtunkhwa.

### 30 juli
- In de Amerikaanse hoofdstad Washington D.C. hernemen na drie jaar de vredesonderhandelingen tussen Israël en Palestina.
- Catherine Ashton, de hoge vertegenwoordiger van de Unie voor Buitenlandse Zaken en Veiligheidsbeleid, heeft een ontmoeting met de afgezette Egyptische president Mohamed Morsi.
- Minstens twintig mensen komen om bij verschillende bomaanslagen in de Noord-Nigeriaanse stad Kano.
- In Paramaribo brandt een kindertehuis af. 81 kinderen zijn dakloos.
- Bij een botsing tussen een schoolbus en een vrachtwagen in het noordwesten van India komen minstens negen kinderen om het leven en raken twintig anderen gewond.
- Het Pakistaanse parlement verkiest zakenman Mamnoon Hussain tot president, die begin september het ambt zal overnemen van de huidige president Asif Ali Zardari.

### 31 juli
- De Britse krant The Guardian maakt het bestaan bekend van XKeyscore, een computerprogramma waarmee de Amerikaanse inlichtingendienst NSA vrijwel onbeperkt alle internetverkeer kan meelezen.

## Overleden
<< · januari · februari · maart · april · mei · juni · juli · augustus · september · oktober · november · december · >>